# Kosovarische Küche

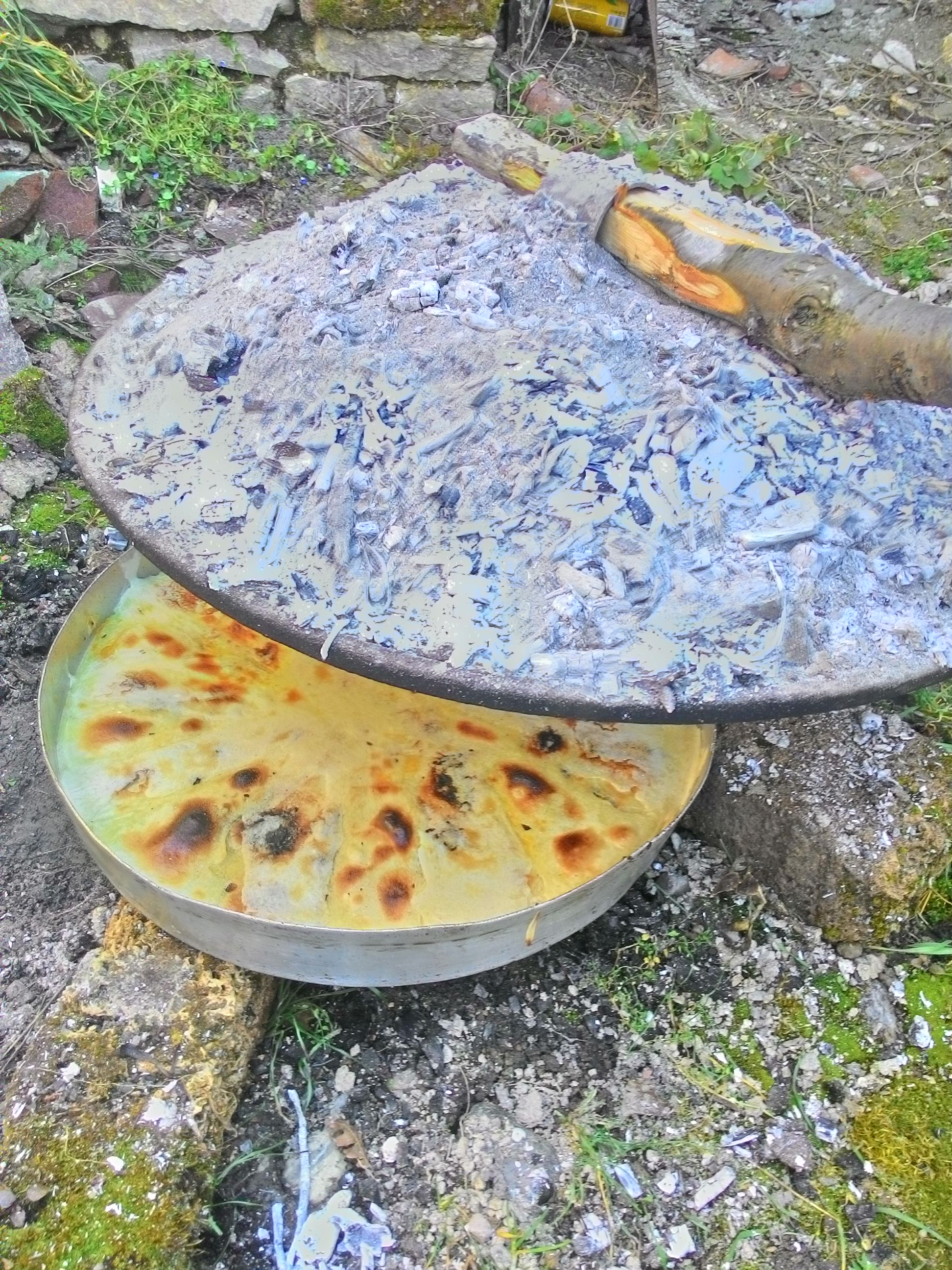
Das kosovarische Nationalgericht Fli bei der Zubereitung mit offenem Feuer

Die kosovarische Küche ist die Landesküche des Kosovo. Sie wird von den ethnischen Gruppen im Land (Albaner, Serben, Türken, Roma, Bosnier, Goranen) beeinflusst. Die kosovarische Küche stützt sich auf drei Hauptbestandteile: rotes Fleisch, Geflügel und Gewürze. Zu den kosovarischen Spezialitäten zählen Gjyveç, Burek, Flia und Kebap.
Milchprodukte spielen eine große Rolle in der kosovarischen Ernährung: Sharr-Käse, Hüttenkäse, Kuhmilch, Ziegenmilch und Ziegenkäse sind weit verbreitete Molkereiprodukte. Außerdem ist Körnerbrot sehr bekannt, es wird Leqenik genannt und ist meist mit Spinat oder Käse gefüllt.
Die lange Tradition des Weinanbaus wurde durch die Kriegswirren unterbrochen. Der Amselfelder war früher besonders in Deutschland beliebt.